# Fedorivka, Dobrovelîcikivka
Fedorivka (în ucraineană Федорівка) este localitatea de reședință a comunei Fedorivka din raionul Dobrovelîcikivka, regiunea Kirovohrad, Ucraina.

## Demografie
Componența lingvistică a localității Fedorivka
     Ucraineană (95,28%)
     Rusă (1,85%)
     Română (1,64%)
     Belarusă (1,23%)
Conform recensământului din 2001, majoritatea populației localității Fedorivka era vorbitoare de ucraineană (95,28%), existând în minoritate și vorbitori de rusă (1,85%), română (1,64%) și belarusă (1,23%).